# شبه‌جزیره اولیوتور
شبه‌جزیره اولیوتور (روسی: Олюторский полуостров) یک شبه‌جزیره در سرزمین کامچاتکای کشور روسیه است.